# Даймънд Хайтс
Даймънд Хайтс или Диамантени възвишения (на английски: Diamond Heights) е квартал в град-окръг Сан Франциско, щата Калифорния, САЩ.